# Anisodes ignea
Anisodes ignea là một loài bướm đêm trong họ Geometridae.